# Valkalamp, Västergötland
Valkalamp är en sjö i Laxå kommun i Västergötland och ingår i Motala ströms huvudavrinningsområde.